# André De Groote
André De Groote (Etterbeek, 28 maart 1940) is een Belgisch pianist.

## Familie
Hij is zoon van de musici Pierre Claude Achille De Groote (viool, dirigent) en Joyce Harriette Mace (viool). Pierre De Groote (1913-1993), student van het Brussels Conservatorium, gaf leiding aan bijvoorbeeld het Belgisch Nationaal Orkest en het Stellenbosche Orkest en was violist bij het stadsorkest van Johannesburg tijdens hun verblijf in Zuid-Afrika. Joyce Mace (1914-1960) heeft eveneens gestudeerd aan het Brussels Conservatorium, maar genoot ook lessen in Frankfurt am Main (Hans Benda) en Londen. Ook Pierres tweede vrouw Hermina Verster, leerling van Pierre, was violist. Broer Oliver was bekend klarinettist in Zuid-Afrika, broer Philip werd cellist in België. Broer Steven werd een wereldberoemd pianist, maar stierf op 36-jarige leeftijd aan tuberculose. Opa André De Groote was privéleraar van koning Leopold III van België, oma Berthe Busine was componiste. Oom Maurice De Groote was een bekend zanger.

## Biografie
Door de dreiging van de Tweede Wereldoorlog in 1939 viel het gezin al uit elkaar toen André nog geboren moest worden. Vader werd gemobiliseerd, moeder en zoon vluchtten naar Engeland. In 1945 werd het gezin herenigd; het was toen voor het eerst dat hij zijn vader zag. Het gezin vertrok in 1947 in verband gebrek aan werk naar Zuid-Afrika. André kreeg daar les in Johannesburg van Brigitte Wild, assistente van Claudio Arrau. Na terugkomst in België nam hij les aan het Koninklijk Conservatorium Brussel, bij Eduardo del Pueyo. Daarna studeerde hij nog bij de Muziekkapel Koningin Elizabeth. Zijn studie leverde hem eerste prijzen op in piano (1958), harmonieleer en kamermuziek (1959) en hogere pianoleer (1960). Hij won daarna prijzen op concoursen zoals Spaanse pianomuziek op Tenerife (1965) en werd laureaat op het befaamde Internationaal Tsjaikovski-concours in Moskou. Als concertpianist trok hij de gehele wereld over, gespecialiseerd in het classicisme en klassieke muziek uit de 20e eeuw. Hij liet zich leiden door dirigenten als Dean Dixon, Neeme Järvi, Arpad Joó, Christoph Eschenbach, Michaël Gielen en Igor Markevitsj. Ook was hij actief binnen de kamermuziek onder andere met zijn vrouw, de celliste Viviane Spanoghe.
Sinds 1967 geeft hij zelf les aan genoemd conservatorium, werd er ere-leraar; hij gaf tevens masterclasses en trad als gastprofessor op aan enkele Amerikaanse universiteiten. Hij was een aantal keren jurylid bij de Koningin Elisabethwedstrijden.
Rond 2012 trok de pianist zich vanwege gezondheidsredenen terug van het concertpodium om in 2015 terug te keren, maar dan gespecialiseerd in repertoire voor piano voor de linkerhand. Zijn spel is op talloze opnamen te horen.
- Gemeinsame Normdatei: 134763955
- International Standard Name Identifier: 0000 0000 8149 089X
- Library of Congress Control Number: n84172816
- MusicBrainz: 0499513a-07c4-4852-a0e6-fdef69260ea6
- Virtual International Authority File: 305127238